# 大石门水库
大石门水库是中国山西省阳泉市平定县境内的一座水库，位于阳胜河上，建于1964年。水库正常库容为370万立方米，集雨面积为143平方千米，海拔为1023.5米。